# من خانه بودم، اما
من خانه بودم، اما (آلمانی: Ich war zuhause, aber) یک فیلم درام آلمانی به کارگردانی آنگلا شانیلیک است که در سال ۲۰۱۹ منتشر شد. از بازیگران آن می‌توان به مارن اگت، فرانتس روگوفسکی، الن ویلیامز، و دیوید اشتریسو اشاره کرد.
این فیلم برای رقابت برای کسب خرس طلایی در شصت و نهمین جشنواره بین‌المللی فیلم برلین انتخاب شد. در برلین، شانیلیک برنده خرس نقره‌ای برای بهترین کارگردان شد. این فیلم همچنین در سی و چهارمین جشنوارهٔ بین‌المللی فیلم مار دل پلاتا به رقابت پرداخت و شانیلیک برندهٔ آستور نقره‌ای بهترین کارگران شد.

## بازیگران
- مارن اگت در نقش آسترید
- کلارا مولر در نقش فلو
- یاکوب لاسال در نقش فیلیپ
- فرانتس روگوفسکی در نقش لارس
- الن ویلیامز در نقش هر مایسنر
- دیوید اشتریسو در نقش خرتیان
- لیلیت اشتاننبرگ در نقش کلاودیا